# Coupe de France féminine de rugby à XV
La Coupe de France féminine de rugby à XV est une compétition de rugby à XV organisée par la Fédération française de rugby.

## Historique
Après un disparition de plusieurs années, la coupe de France féminine de rugby est recréée lors de la saison 2021-2022, dans le but de maintenir des matchs pendant la trêve internationale, et ainsi donner davantage de temps de jeu aux joueuses de l’élite. L'organisation n'est pas reconduite en 2024-2025.

## Palmarès
| Année | Vainqueur           | Score   | Finaliste         | Lieu                         | Références        |
| ----- | ------------------- | ------- | ----------------- | ---------------------------- | ----------------- |
| 1989  | Violettes bressanes | -       | SFN XV Narbonnais |                              | [ 3 ]             |
| 1990  | Violettes bressanes | -       | Saint-Orens RF    |                              | [ 3 ]             |
| 1991  | SFN XV Narbonnais   | 30 – 0  | AS Romagnat       |                              | [réf. nécessaire] |
| 1992  | RC Chilly-Mazarin   | 24 – 14 | RC Gennevilliers  |                              | [réf. nécessaire] |
| 2022  | Stade toulousain    | 13 – 5  | AC Bobigny 93     | Stade des Pérouses, Romagnat | [ 4 ]             |
| 2023  | Blagnac RF          | 50 – 14 | AC Bobigny 93     | Stade Léo-Lagrange, Bellac   | [ 5 ]             |
| 2024  | Stade toulousain    | 28 – 15 | Stade bordelais   | Stade Armandie, Agen         | [ 6 ]             |